# Sesto San Giovanni
Sesto San Giovanni é uma comuna italiana da região da Lombardia, província de Milão, com cerca de 81.477 (Cens. 2001) habitantes. Estende-se por uma área de 11 km², tendo uma densidade populacional de 7.400 hab/km². Faz fronteira com Monza, Cinisello Balsamo, Brugherio, Cologno Monzese, Bresso, Milão.

## Demografia
| Variação demográfica do município entre 1861 e 2011                               |
|                                                                                   |
| Fonte: Istituto Nazionale di Statistica (ISTAT) - Elaboração gráfica da Wikipedia |